# Paisy-Cosdon
 Paisy-Cosdon  es una población y comuna francesa, en la región de Champaña-Ardenas, departamento de Aube, en el distrito de Troyes y cantón de Aix-en-Othe.

## Demografía
| 252 | 200 | 202 | 206 | 247 | 264 |
| Para los censos de 1962 a 1999 la población legal corresponde a la población sin duplicidades (Fuente: INSEE [Consultar]) |     |     |     |     |     |